# 8B busz (Budapest)
A budapesti 8B jelzésű autóbusz a 8E busz betétjárataként, Keleti pályaudvar és Kelenföld vasútállomás között közlekedett kizárólag mindenszentek környékén. A vonalat a VT-Arriva üzemeltette.

## Története
1992-ben a mindenszentekkor betétjárat indult 8B jelzéssel a Március 15. tér és Farkasrét, Rácz Aladár út között. 1995-től a temetői betétjárat az ekkora már szabaddá vált 8A jelzést viselte 2001. évi megszűnéséig.
2016. október 29. és november 1. között ismét közlekedett a Keleti pályaudvar és Kelenföld vasútállomás között.
2017-ben október 28-án, 29-én és november 1-jén járt.
2018-ban október 28-án, 29-én, november 1-jén és 2-án járt.
2019-ben már nem indították el, helyette a 8E viszonylat sűrűbben közlekedett.

## Útvonala
| Keleti pályaudvar felé |
| Kelenföld vasútállomás M vá. – Alsó Beregszász út – aluljáró – Budaörsi út – Gazdagréti út – Rétköz utca – Gazdagréti út – Gazdagréti tér, forduló – Gazdagréti út – Törökbálinti út – Érdi út – Németvölgyi út – Hegyalja út – Erzsébet híd – Szabad sajtó út – Ferenciek tere – Kossuth Lajos utca – Rákóczi út – Thököly út – Keleti pályaudvar M vá.                          |
| Kelenföld vasútállomás felé |
| Keleti pályaudvar M vá. – Thököly út – Rákóczi út – Kossuth Lajos utca – Ferenciek tere – Szabad sajtó út – Erzsébet híd – Hegyalja út – Németvölgyi út – Érdi út – Törökbálinti út – Gazdagréti út – Gazdagréti tér, forduló – Gazdagréti út – Rétköz utca – Gazdagréti út – aluljáró – Lapu utca – M1-M7 autópálya-bevezető – Alsó Beregszász út – Kelenföld vasútállomás M vá. |

## Megállóhelyei
Az átszállási kapcsolatok között az azonos útvonalon közlekedő 8E busz nincsen feltüntetve!
| 0  | Keleti pályaudvar M végállomás      | 39 | 5, 7, 7E, 20E, 30, 30A, 110, 112, 133E, 178, 230 24 73, 76, 78, 80 S60 , Z60 , S80 , IC, EC, EN, sebesvonat, gyorsvonat, |
| 3  | Blaha Lujza tér M                   | 37 | 5, 7, 7E, 99, 110, 112, 133E, 178 4, 6, 28, 28A, 37, 37A 74 |
| 5  | Uránia                              | 36 | 5, 7, 110, 112, 133E, 178 74 |
| 6  | Astoria M                           | 34 | M3 5, 7, 9, 15, 110, 112, 115, 133E, 178 47, 48, 49 74 |
| 8  | Ferenciek tere M                    | 32 | 5, 7, 110, 112, 133E, 178 |
| 8  | Március 15. tér                     | 31 | 15, 110, 112, 115, 133E, 178 2 |
| 10 | Döbrentei tér                       | 29 | 5, 110, 112, 178 19, 41, 56A |
| 13 | Sánc utca                           | 27 | 27, 110, 112, 178 |
| 14 | Mészáros utca                       | 26 | 110, 112 |
| ∫  | BAH-csomópont                       | 25 | 110, 112, 139, 140, 140A, 212 17, 61 |
| 16 | BAH-csomópont                       | 24 | 110, 112, 139, 140, 140A, 212 17, 61 |
| 17 | Zólyomi út                          | 23 | |
| 18 | Breznó lépcső                       | 22 | |
| 19 | Sion lépcső                         | 21 | |
| 20 | Korompai utca                       | 20 | |
| 21 | Hegytető utca                       | 19 | |
| 22 | Farkasréti temető                   | 18 | 59 |
| 23 | Süveg utca                          | 18 | 59 |
| 24 | Márton Áron tér                     | 17 | 59 |
| 25 | Eper utca                           | 15 | |
| 26 | Oltvány köz                         | 13 | |
| 27 | Irhás árok                          | 13 | |
| 28 | Szent Pio atya tér                  | 12 | |
| 29 | Gazdagréti tér                      | 10 | 139, 154 |
| 30 | Telekes utca                        | 9  | 139 |
| 31 | Kaptárkő utca                       | 8  | 139 |
| 32 | Frankhegy utca                      | 7  | 139 |
| 33 | Regős köz                           | 6  | 139 |
| 34 | Nagyszeben tér                      | 5  | 139 |
| 35 | Gazdagréti út                       | 4  | 40, 40B, 87, 88, 139, 140, 140A, 154, 240 |
| ∫  | Nagyszeben út                       | 3  | 87, 88, 139, 140, 140A, 154 |
| 36 | Jégvirág utca                       | ∫  | 87, 88, 139, 140, 140A, 154 |
| 38 | Sasadi út                           | 1  | 40, 40B, 53, 87, 88, 139, 140, 140A, 150, 154, 172, 173, 187, 240 1251, 1253, 1256 |
| 39 | Kelenföld vasútállomás M végállomás | 0  | 40, 40B, 53, 58, 87, 88, 103, 141, 150, 154, 172, 173, 187, 250, 250B 19, 49 710, 712, 720, 722, 725, 732, 734, 735, 760, 762, 763, 767, 777, 778, 799 S10 , S30 , G30 , Z30 , S36 , S40 , S42 , G43 , IC, EC, EN, sebesvonat, gyorsvonat, |